# Ere Enari
Pas d'image ? Cliquez ici

a Compétitions nationales et continentales officielles uniquement.

b Matchs officiels uniquement.
Dernière mise à jour le 25 mars 2025.
Ere Enari, né le 30 mai 1997 à Auckland (Nouvelle-Zélande), est un joueur de rugby à XV international samoan évoluant au poste de demi de mêlée. Il joue depuis 2025 avec la franchise des Hurricanes en Super Rugby, et depuis 2021 avec la province de Hawke's Bay en National Provincial Championship.

## Carrière

### En club
Ere Enari est né à Auckland, d'une famille d'ascendance maorie et samoane,. Il est le neveu des anciens All Blacks Michael Jones et Eroni Clarke, et donc le cousin du fils de ce dernier, Caleb Clarke.
À l'adolescence, il rejoint l'établissement scolaire de Manukura (en) (connu sous le nom de Tū Toa) de Palmerston North, et joue au rugby à XV avec l'équipe lycéenne,. Pour sa dernière année de lycée, il fait son retour à Auckland et rejoint le Saint Kentigern College (en).
Après le lycée, Enari déménage dans la région de Canterbury, afin de suivre ses études à la Lincoln University. Originellement formé au poste de demi d'ouverture, c'est à ce moment-là qu'il est repositionné en demi de mêlée. Parallèlement à ses études, il fait partie de l'Academy (centre de formation) de la franchise des Crusaders.
En 2015, il dispute le Jock Hobbs Memorial Tournament avec l'équipe des moins de 19 ans de la province de Canterbury, mais se fracture la jambe, ce qui l'éloigne des terrains pendant quasiment une année.
Peu après son retour de blessure, il est retenu dans l'effectif senior de Canterbury pour disputer la saison 2016 de NPC. Profitant des blessures de Mitchell Drummond et Alby Mathewson, il fait ses débuts professionnels à l'âge de 19 ans contre Northland. Lors de cette première saison au niveau professionnel, il dispute neuf rencontres, dont sept titularisations. Il est notamment titulaire lors de la finale de la compétition, que son équipe remporte face à Tasman,.
Après cette première saison réussie au niveau provincial, il fait partie du groupe élargi de la franchise des Crusaders pour la présaison 2017. Profitant toujours de l'absence de Drummond, il dispute son premier match de Super Rugby le 25 février 2017 contre les Brumbies. Il s'agit de son unique match lors de la saison.
Plus tard la même année, alors qu'il obtient son premier contrat à temps plein avec les Crusaders, il se blesse une nouvelle fois gravement à la jambe, ce qui l'éloigne des terrains pour une longue durée. S'étant fracturé le tibia et le péroné, cela nécessite la pose d'un support métallique pour lui maintenir la jambe, ainsi que de plaques pour lui maintenir la jambe. Il ne reprend la compétition qu'un an plus tard, à la fin de la saison 2018 de NPC.
Lors de la saison 2019 de Super Rugby, Enari connaît sa première titularisation face aux Chiefs. Lors des trois saisons qui suivent, il est le troisième demi de mêlée dans la hierchie des Crusaders, derrière Mitchell Drummond et Bryn Hall, et doit se contenter de quelques apparitions par saison,. Il joue un total de neuf rencontres en cinq saisons avec les Crusaders.
En 2021, il change de province et rejoint Hawke's Bay, où il compense initialement la blessure longue durée de Folau Fakatava,.
À la recherche de plus de temps de jeu en Super Rugby, Enari rejoint la nouvelle franchise des Moana Pasifika pour la saison 2022. Il joue son premier match avec sa nouvelle équipe le 2 mars 2022 contre les Crusaders. Devenu rapidement un cadre de sa nouvelle équipe, il joue un total de onze matchs lors de la saison.
Après trois saisons aux Moana Pasifika, il décide de rejoindre les Hurricanes à partir de la saison 2025 de Super Rugby, où il a la lourde tâche de devoir remplacer TJ Perenara et concurrencer Cam Roigard.

### En équipe nationale
Ere Enari joue avec la sélection scolaire néo-zélandaise (en) en 2014, évoluant alors au poste de demi d'ouverture.
En 2015, il représente la sélection universitaire néo-zélandaise à l'occasion d'une tournée au Japon, et dispute un match contre l'équipe de l'Université du Kansai,.
L'année suivante, il est sélectionné avec la sélection néo-zélandaise des moins de 20 ans pour disputer le championnat d'Océanie. À nouveau sélectionné l'année suivante, il dispute et remporte en tant que vice-capitaine le Championnat du monde junior en Géorgie,.
En juin 2022, il est sélectionné avec l'équipe des Samoa pour participer à la Coupe des nations du Pacifique 2022. Il connaît sa première sélection le 2 juillet 2022 contre l'équipe d'Australie A. Il dispute deux matchs de la compétition, qui est remportée par son équipe,.
En juin 2023, il est retenu dans le groupe samoan de 40 joueurs sélectionné pour préparer la Coupe du monde 2023. Le 6 août 2023, il est annoncé au sein du groupe définitif pour participer au Mondial en France. Barré par Jonathan Taumateine et Melani Matavao, il ne joue qu'un seul match lors de la compétition, en tant que remplaçant face au Chili.

## Palmarès

### En club
- Vainqueur du NPC en 2016 et 2017 avec Canterbury.

- Vainqueur du Super Rugby en 2017 et 2019 avec les Crusaders.
- Vainqueur du Super Rugby Aotearoa en 2020 et 2021 avec les Crusaders.

### En sélection nationale
- Vainqueur du Championnat du monde junior en 2017 avec la Nouvelle-Zélande.
- Vainqueur de la Coupe des nations du Pacifique en 2022 avec les Samoa.

## Statistiques internationales
- 8 sélections avec les Samoa depuis 2022.
- 0 point.
- Sélections par années : 3 en 2022, 4 en 2023, 1 en 2024.